# معنى هتلر (كتاب)
كتاب معنى هتلر (بالألمانية: Anmerkungen zu Hitler) هو كتاب للكاتب الألماني ريمون بريتزل -الذي نشر أعماله تحت اسم مُستعار «سيباستيان هافنر»-. نٌشر الكتاب في فرانكفورت وميونيخ عام 1978. وقد وصفه الصحفي ماكس هاستينغز بأنه أحد أفضل الكتب التي تحدثت عن هتلر، ووصفه إدوارد كرانكشو بأنه «تحليل رائع جدًا للتمييز العنصري». ينقسم هذا الكتاب إلى سبعة أجزاء، حيث يتحدث كل جزء منه عن شيء مختلف عن حياة هتلر وعمله.
إن هذا الكتاب يُعد من الكتب الأكثر مبيعًا في ألمانيا، وحصد عدة جوائز أهمها هاينه في دوسلدورف، وجائزة يوهان هاينريش ميرك، وجائزة فريدريش شيلر للأدب. كما أنه حصد جائزة وينجيت للآداب بعد وفاته في عام 2003. وصفه جولو مان بأنه كتاب فكاهي وتوضيحي مناسب جدًا للمناقشات العميقة في المدارس والجامعات. وصف ديتر وندليش هذا الكتاب بأنه "تحفة لغوية، وليس سيرة ذاتية، بل التفكير المركز لمؤلف حكيم.

## الملخص

### حياته
قال سيباستيان هافنر إن والد هتلر حقق بعض النجاح في حياته، لكن هتلر فشل تمامًا، ثم نجح، ثم فشل مرة أخرى. كان يفتقر إلى التعليم والحياة المهنية والحب والصداقة والزواج وجودوالديه في حياته. يرافقه مهنته الاستعدادات الانتحارية لجيري روبول وإيفا براون ولنفسه كذلك. تفتقر شخصتيه إلى كل الصفات الناعمة واللطيفة، فهو شخصية عدائية مليئة بالحب المفرط للذات ومليئة بالعداء والكراهية.

### إنجازاته
اعتقد هافنر أنه بعد أن تولى هتلر السلطة في عام 1933 فإنه بهذا قد خلق العديد من المعجزات في السياسات الاقتصادية والعسكرية. حيث يتفق تسعون بالمئة من الألمان على أنه إذا تٌوفى هتلر عام 1983، فسيتم تذكره كواحد من أعظم الألمان على الإطلاق. قليل من الناس لاحظوا أنه حل البلاد وأخفى الفوضى، لكن بالنظر للأمور نظرة ثاقبة، فهو لم يحقق شيئًا على الإطلاق!.

### نجاحه
قال هافنر إنه قبل عام 1939 كانت كل سياسات هتلر الخارجية ناجحة دون إراقة دماء. ومنذ ذلك الحين وحتى عام 1941 كان قائد حرب ناجحًا. حيث بدأت هجماته على روسيا في الانحدار وأتخذ نمط الفشل والنجاح والفشل مرة أخرى، والذي كان فريدًا من نوعه حينها.

### مفاهيمه الخاطئة
فقًا لما قاله هافنر فإن هتلر كان يعتقد أن الصراع المستمر على السلطة بين الأمم حول ألمانيا حولها إلى آلة حربية. بالنسبة لهتلر حالات الطوارئ هي الحالة الأكثر شيوعًا. وبصفته يؤمن بالدٌولية فقال أن من لم يشارك في هذا الصراع بين الأمم سيتم القضاء عليه.

### إخفاقاته
وفقًا لسيباستيان هافنر كان لهتلر هدف عكس المٌعلن عنه تمامًا. حيث فشلت ألمانيا في أن تصبح عظيمة لكنها كانت محتلة ومنقسمة. لم تهزم الشيوعية بل على العكس انتقلت الهيمنة من أوروبا إلى الولايات المتحدة والاتحاد السوفيتي. تفككت الإمبراطورية الاستعمارية الأوروبية. عالم اليوم -شئنا أم أبينا- هو من عمل هتلر. عندما فشلت ألمانيا في الارتقاء إلى مستوى توقعاته، كان يأمل في القضاء عليها.

### جرائمه
ادّعى هافنر أن هتلر كان مجرمًا، حيث قتل الملايين من الناس لأجل إرضاء نفسه فقط. لا يمكن مقارنته بالإسكندر الأكبر أو نابليون لكن يُقارن بكريبن أو كريستي. ومن بين ضحاياه المعاقين والغجر والبولنديين والروس واليهود. في ديسمبر 1941 تخلى عن هدفه بغزو العالم وبدلاً من ذلك أيد الحل النهائي وهو القضاء على اليهود.

### خيانته
اعتقد هافنر أنه اعتبارًا من أكتوبر 1944 أطال هتلر الحرب عمداً بالقضاء على المعارضة في ألمانيا. فكأنه بذلك خان الشعب الألماني وخلق "معركته حتى النهاية" أسطورة مثيرة" لكنها دمرت ألمانيا كدولة موحدة، سمحت معركة الانتفاخ للروس بالسيطرة على برلين، مما أعطى روسيا اليد العليا في أوروبا ما بعد الحرب. قال هتلر "المستقبل يعود بالكامل إلى بلد أقوى من الشرق". ادعى هافنر أن أحد آثار ذلك هو أن الألمان لم يعد يجرؤوا على أن يصبحوا وطنيين. لا أعرف إلى أي مدى حققت هذه المشاعر المعادية للوطنية رغبة هتلر الأخيرة.